# Châteauroux-les-Alpes
Châteauroux-les-Alpes – miejscowość i gmina we Francji, w regionie Prowansja-Alpy-Lazurowe Wybrzeże, w departamencie Alpy Wysokie.

## Demografia
Według danych na rok 1990 gminę zamieszkiwało 766 osób, a gęstość zaludnienia wynosiła 8 osób/km². W styczniu 2015 r. Châteauroux-les-Alpes zamieszkiwały 1143 osoby, przy gęstości zaludnienia wynoszącej 12,3 osób/km².